# Korea Women League 1998
Die Korea Women League 1998 war die dritte Spielzeit der südkoreanischen Fußballliga der Frauen unter diesem Namen. Gespielt wurde in einem Hinrunden- und Rückrundenserie. 

## Teilnehmer
| Team                      | Stadt   | Vereinsart             |
| ------------------------- | ------- | ---------------------- |
| Ulsan-Jeonmun-Universität | Ulsan   | Universitätsmannschaft |
| Incheon Steel             | Incheon | Vereinsmannschaft      |
| Hanyang-Universität       | Seoul   | Universitätsmannschaft |
| Kyung-Hee-Universität     | Seoul   | Universitätsmannschaft |

## Hinrunde
Gespielt wurde auf dem Yuksa-Jandi-Platz. 

### Abschlusstabelle
| Pl. | Verein                    | Sp. | S | U | N | Tore    | Diff. | Punkte |
| --- | ------------------------- | --- | - | - | - | ------- | ----- | ------ |
| 1.  | Hanyang-Universität       | 3   | 3 | 0 | 0 | 010:500 | +5    | 09     |
| 2.  | Incheon Steel (M)         | 3   | 2 | 0 | 1 | 005:500 | ±0    | 06     |
| 3.  | Ulsan-Jeonmun-Universität | 3   | 1 | 0 | 2 | 005:600 | −1    | 03     |
| 4.  | Kyung-Hee-Universität     | 3   | 0 | 0 | 3 | 004:800 | −4    | 0      |

| Zum 3. Spieltag:     |                                                    |
|                      |                                                    |
|                      | Meister der Korea Women League 1998-Hinrundenserie |
|                      |                                                    |
| Zum Saisonende 1997: |                                                    |
| (M)                  | Amtierender Meister                                |

## Rückrunde
Gespielt wurde auf dem Ulsan-Gangdong-gu-Sportplatz.

### Abschlusstabelle
| Pl. | Verein                    | Sp. | S | U | N | Tore    | Diff. | Punkte |
| --- | ------------------------- | --- | - | - | - | ------- | ----- | ------ |
| 1.  | Incheon Steel (M)         | 3   | 2 | 0 | 1 | 009:300 | +6    | 06     |
| 2.  | Hanyang-Universität       | 3   | 2 | 0 | 1 | 006:500 | +1    | 06     |
| 3.  | Kyung-Hee-Universität     | 3   | 1 | 0 | 2 | 005:700 | −2    | 03     |
| 4.  | Ulsan-Jeonmun-Universität | 3   | 1 | 0 | 2 | 003:800 | −5    | 03     |

| Zum 3. Spieltag:     |                                                     |
|                      |                                                     |
|                      | Meister der Korea Women League 1998-Rückrundenserie |
|                      |                                                     |
| Zum Saisonende 1997: |                                                     |
| (M)                  | Amtierender Meister                                 |